# Вантуз (коммуна)
Ванту́з (фр. Ventouse) — коммуна во Франции, находится в регионе Пуату — Шаранта. Департамент — Шаранта. Входит в состав кантона Манль. Округ коммуны — Конфолан.
Код INSEE коммуны — 16396.
Коммуна расположена приблизительно в 370 км к юго-западу от Парижа, в 80 км южнее Пуатье, в 32 км к северо-востоку от Ангулема.

## Население
Население коммуны на 2008 год составляло 121 человек.
| 1962 | 1968 | 1975 | 1982 | 1990 | 1999 | 2008 |
| ---- | ---- | ---- | ---- | ---- | ---- | ---- |
| 160  | 166  | 151  | 136  | 124  | 113  | 121  |

## Администрация
| Период | Период | Фамилия     | Партия | Примечания |
| ------ | ------ | ----------- | ------ | ---------- |
| 2001   | 2008   | Эрве Делья  |        |            |
| 2008   |        | Жаклин Рама |        |            |

## Экономика
В 2007 году среди 79 человек в трудоспособном возрасте (15—64 лет) 46 были экономически активными, 33 — неактивными (показатель активности — 58,2 %, в 1999 году было 60,3 %). Из 46 активных работали 42 человека (24 мужчины и 18 женщин), безработных было 4 (1 мужчина и 3 женщины). Среди 33 неактивных 7 человек были учениками или студентами, 17 — пенсионерами, 9 были неактивными по другим причинам.

## Достопримечательности
- Приходская церковь Сен-Мартен (XII век). Исторический памятник с 1925 года[3]

## Фотогалерея

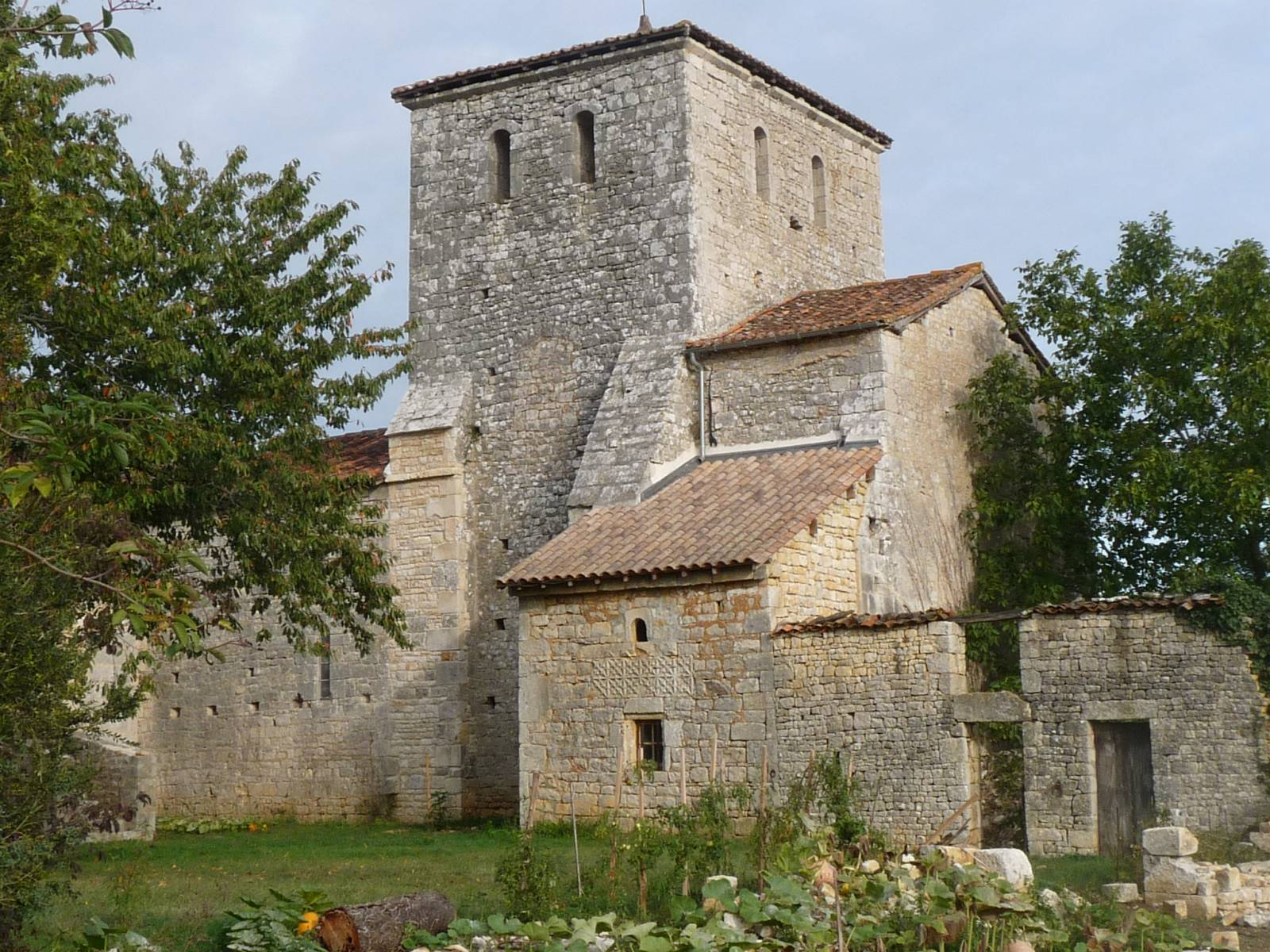
Церковь Сен-Мартен
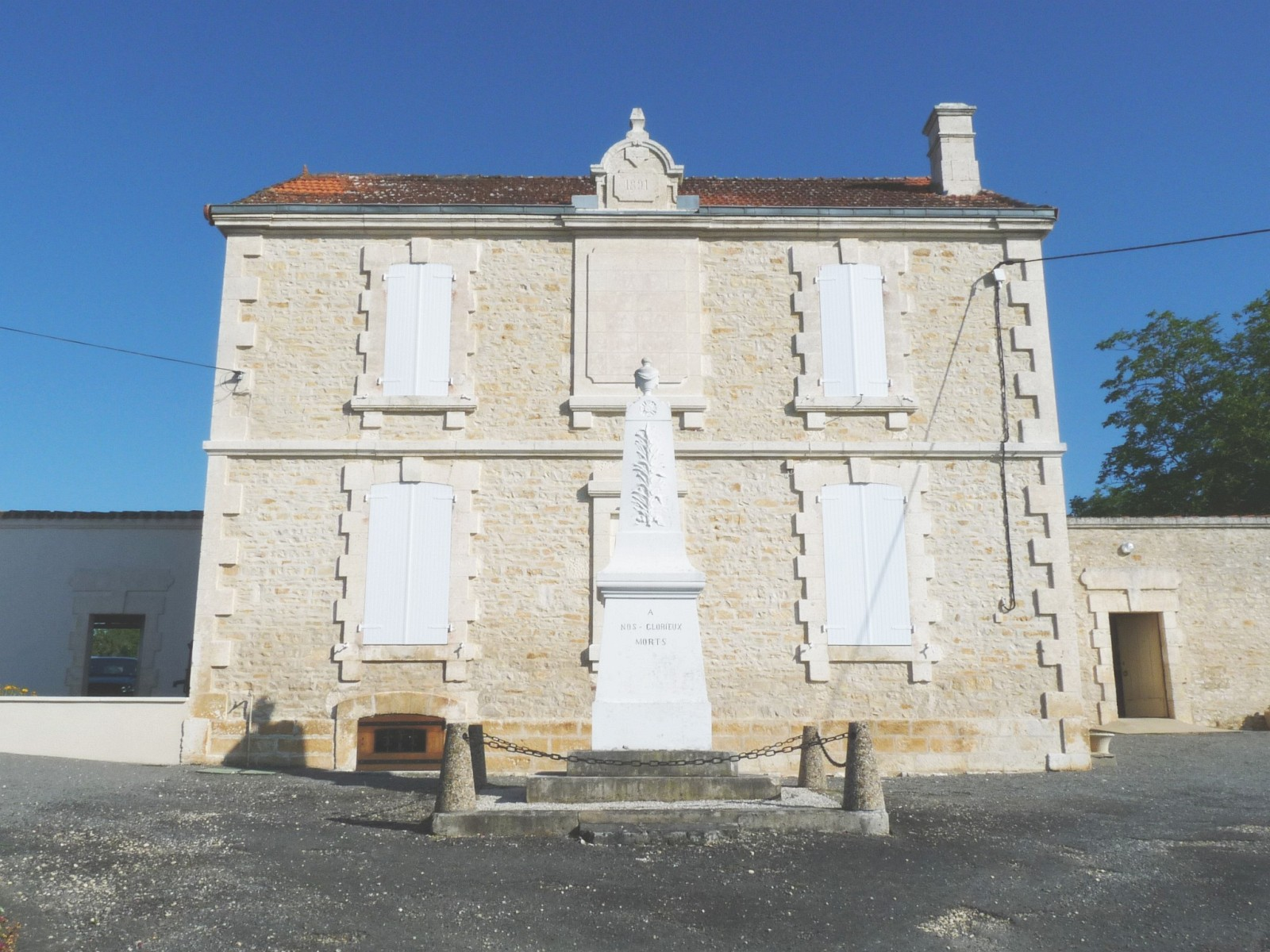
Мэрия
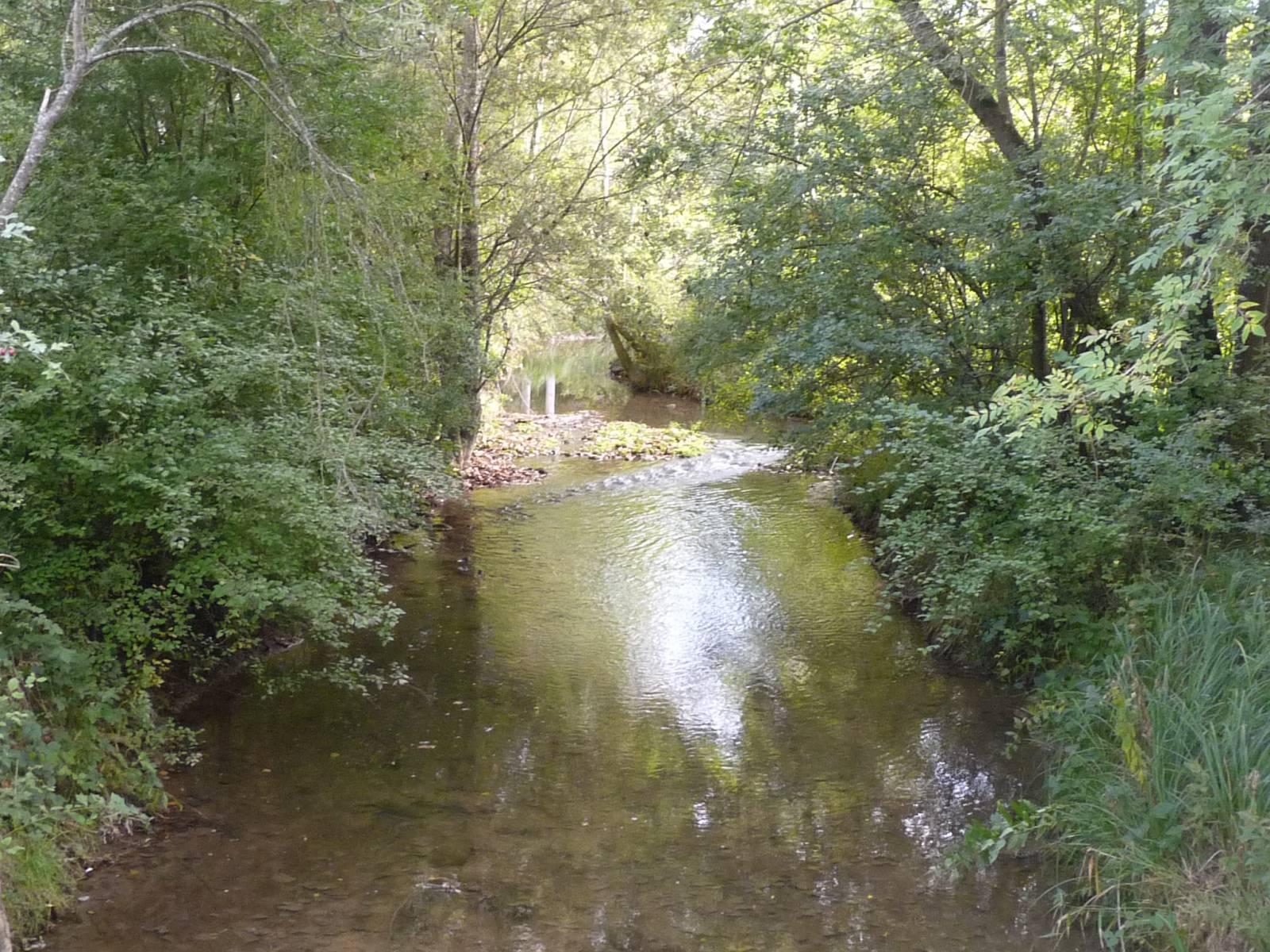
Река Соннет[фр.]
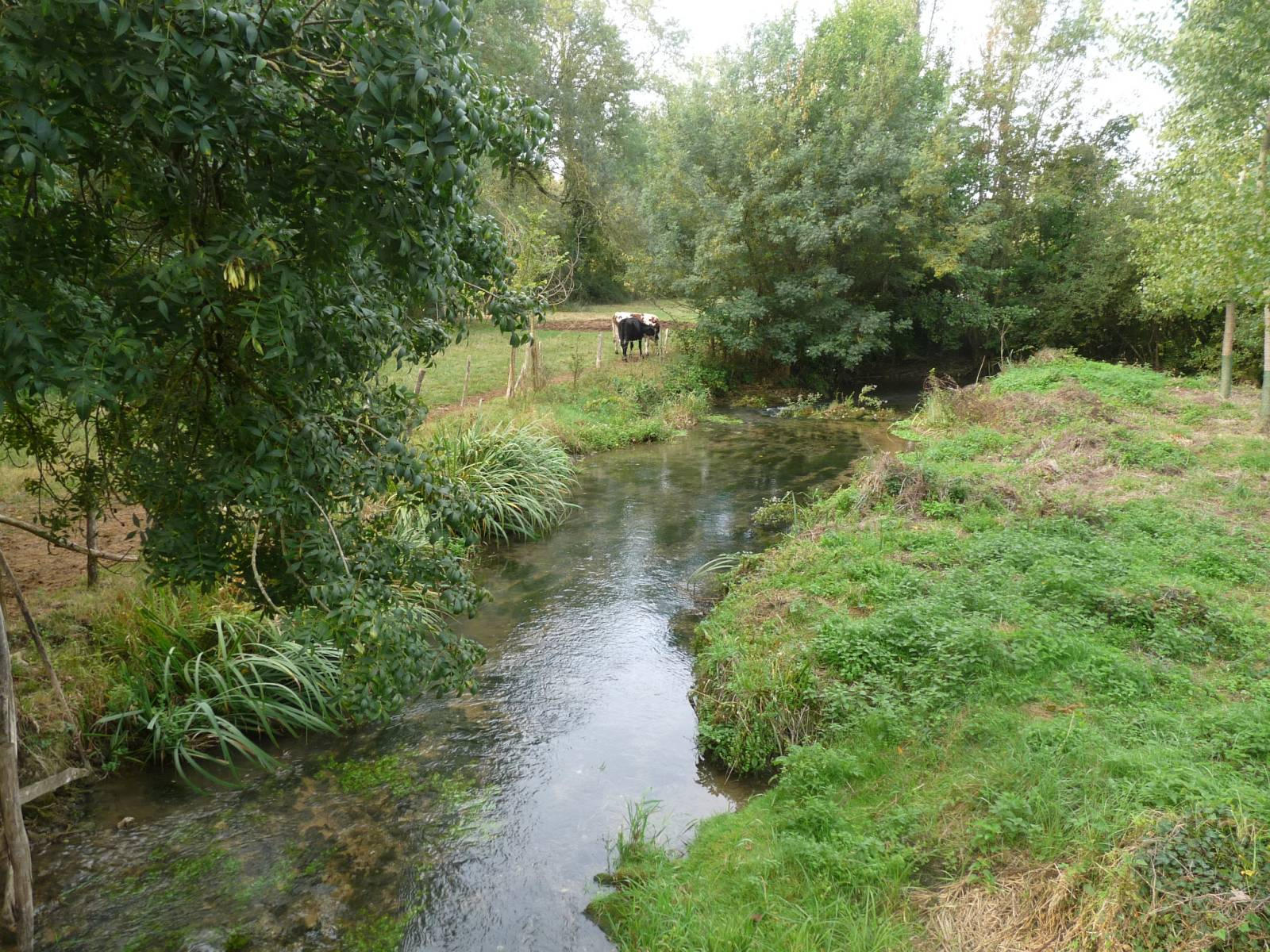
Река Сон[фр.]
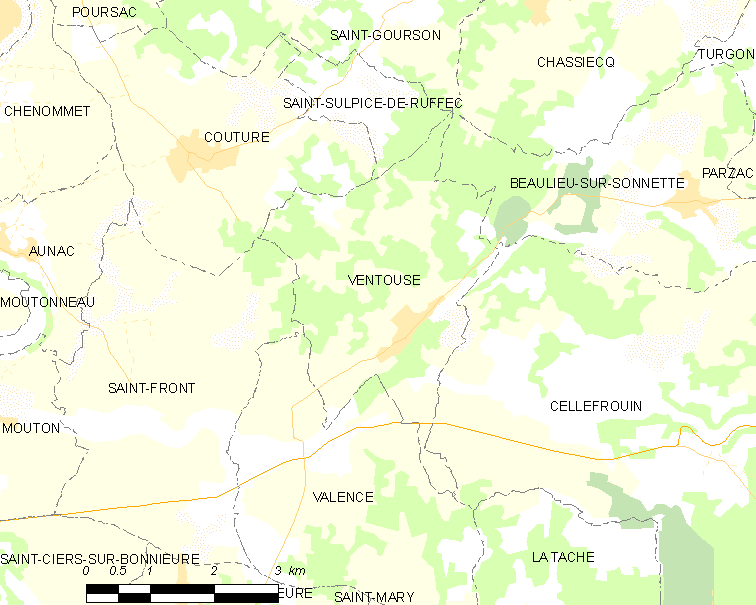
Карта коммуны